# Carmen Justová
Carmen Justová (* 23. červenec 1990 Ostrov nad Ohří) je česká modelka a II. Česká vicemiss 2010.

## Osobní život
Pochází ze Sokolova. V letech 2005–2009 studovala na gymnáziu v Sokolově. Poté studovala na Pedagogické fakultě Západočeské univerzity v Plzni bakalářský obor Tělesná výchova a sport.[zdroj?]

## Soutěže Miss
V roce 2010 se přihlásila do soutěže krásy Česká Miss a stala se II. Českou vicemiss a ještě získala titul Česká Miss Vitalita 2010. Poté nás reprezentovala na mezinárodní ekologické soutěži Miss Earth ve Vietnamu. Její šaty od návrhářky Jany Berg (jedny byly z polyuretanové pěny, která se vyrábí z recyklovaných PET lahví) ocenila porota v soutěži Best in Long Gown (Večerní šaty) mezi pět nejlepších šatů, dostala se tedy do TOP 5 a v soutěži Best in Swimsuit se umístila také v TOP 5. Celkově se probojovala jako semifinalistka do TOP 14.